# Meu Jeito, Seu Jeito
Meu Jeito, Seu Jeito é o segundo e último álbum de estúdio do grupo musical brasileiro Rebeldes, lançado em 7 de dezembro de 2012, através da EMI Music com a Record Entretenimento. "Liberdade Consciente" e a faixa-título foram lançadas como primeiro e segundo singles do disco em 21 de setembro de 2012.

## Antecedentes e gravação
Em abril de 2012, após o lançamento de Rebeldes: Ao Vivo, o produtor musical do grupo, Rick Bonadio, revelou em entrevista ao R7 que havia começado a compor canções para o segundo álbum de estúdio deles, que estava previsto para ser lançado no segundo semestre do ano. As sessões de gravação para o álbum aconteceram no mês de junho no Midas Studios, em São Paulo; segundo Chay Suede, duraram uma única semana.
Em 27 de agosto, com a baixa audiência registrada da telenovela que originou o grupo, foi anunciado o fim de ambos, com o segundo álbum se tornando o último do grupo.

## Lançamento e divulgação
Em 21 de setembro de 2012, o grupo lançou as canções "Liberdade Consciente" e "Meu Jeito, Seu Jeito" como primeiro e segundo singles do álbum, respectivamente, através do R7. Cinco dias depois, foi divulgado que o álbum também iria se chamar Meu Jeito, Seu Jeito, com seu lançamento confirmado para outubro. O álbum acabou sendo lançado no dia 7 de dezembro.
Eles apresentaram "Liberdade Consciente" nos programas de televisão Programa do Gugu, Ídolos Kids e Programa da Tarde. Em 30 de setembro, a turnê de despedida, intitulada Rebeldes para Sempre, se iniciou em Belém. Todas as faixas do disco, exceto por "Sonho Real" e "Aperta o Start", entraram em seu repertório. Na apresentação, foi gravado um segundo DVD do Rebeldes, mas nunca foi lançado. A turnê, assim como o grupo, tiveram seu fim após uma apresentação em 4 de maio de 2013, em Belo Horizonte.

## Lista de faixas
Todas as faixas foram produzidas por Rick Bonadio e co-escritas por Bonadio, Gee Rocha, Di Ferrero e Gui Vicente.
1. "Tá em Casa" – 2:59
2. "Certos Dias" – 3:38
3. "Meu Jeito, Seu Jeito" – 3:16
4. "Liberdade Consciente" – 3:20
5. "Começo, Meio e Fim" – 3:25
6. "Falando Sozinho" – 3:16
7. "Sonho Real" – 3:34
8. "Só Amanhã" – 3:15
9. "A Voz das Estrelas" – 3:14
10. "Recomeço" – 3:45
11. "Na Mesma Frequência" – 3:21
12. "Aperta o Start" – 3:26

## Créditos
Créditos adaptados do encarte de Meu Jeito, Seu Jeito.
- Rick Bonadio – produção, direção artística, mixagem, arranjos, programações, teclados, piano, guitarras, baixo, bateria
- Paulo Calil – direção geral, direção executiva
- Renato Patriarca – gravação, assistência de mixagem, masterização, lógica, programações extras, pós-produção vocal
- Giu Daga – gravação, pós-produção vocal
- Kayoh Norcia – assistência de gravação
- Gee Rocha – arranjos adicionais, guitarras, violões
- Nigéria – pós-produção vocal
- Paulo Anhaia – arranjos de vocais de apoio, vocais de apoio
- Iara Negrete – vocais de apoio
- Luciana Andrade – vocais de apoio
- Magali Mussi – coach vocal
- GPS Direção Gráfica – capa
- Gê Alves Pinto – projeto gráfico
- Marina Oliveira – projeto gráfico
- Michael Canno – tratamento de imagem
- Adriano Campos – fotos
- Luiz Augusto – revisão (invertexto)